# Christine Pascal
Christine Pascal (* 29. November 1953 in Lyon; † 30. August 1996 in Garches) war eine französische Schauspielerin und Regisseurin.

## Leben

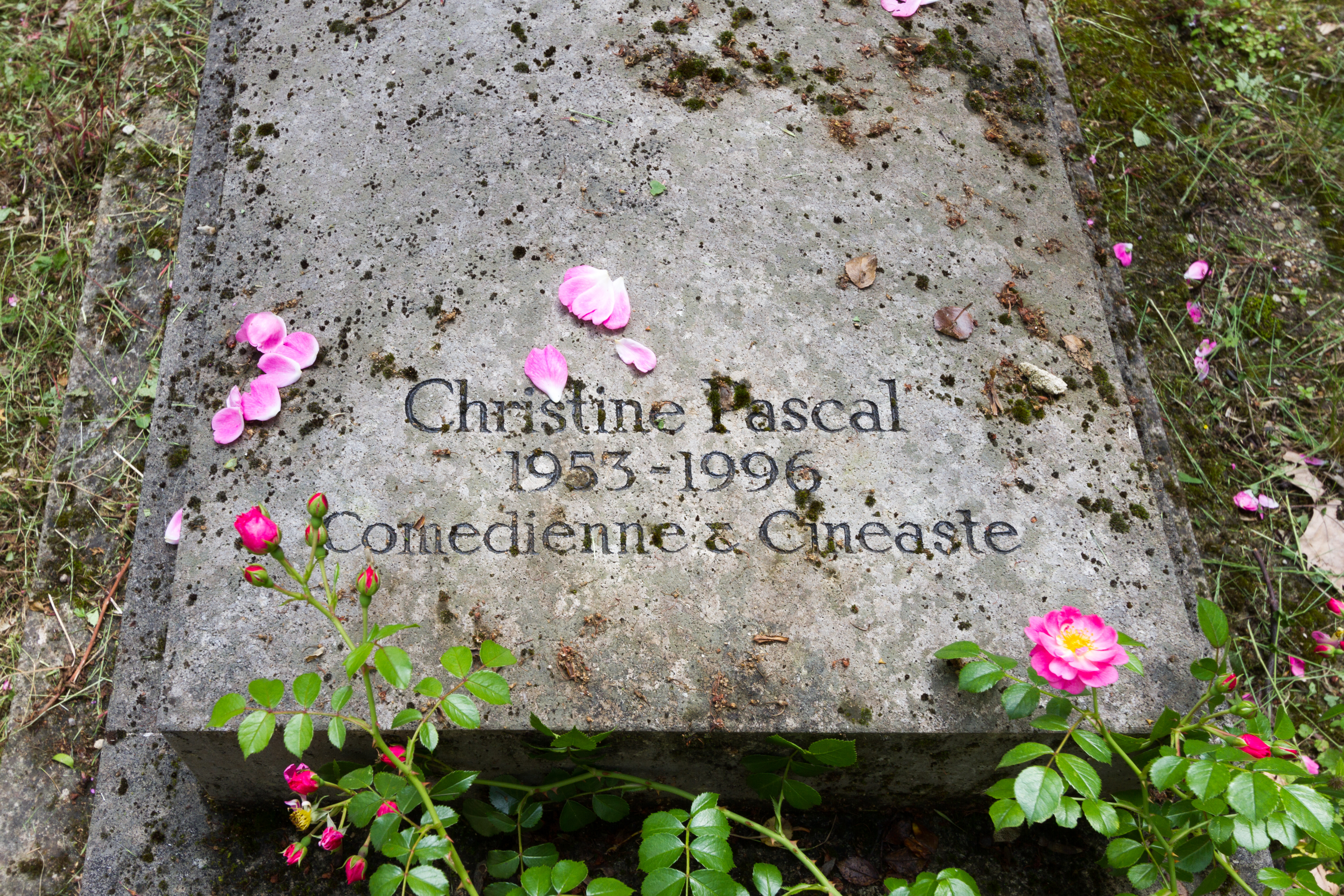
Grab von Christine Pascal auf dem Cimetière du Père-Lachaise in Paris

Pascal wuchs in Lyon auf und studierte dort Literaturwissenschaften. Zeitweise trat sie bei Amateuraufführungen im Theater auf. Sie wurde mit 20 Jahren von Bertrand Tavernier für den Film Der Uhrmacher von St. Paul (1974) entdeckt. Insgesamt drehte Christine Pascal fünf Filme mit Tavernier, darunter Wenn das Fest beginnt … (1975), für den sie eine César-Nominierung als Beste Nebendarstellerin erntete. In Patricia Moraz’ Film Die Indianer sind noch fern (1977) spielte sie neben Isabelle Huppert und Mathieu Carrière eine der Hauptrollen als „Lise“. 1979 besetzte sie der polnische Regisseur Andrzej Wajda in Die Mädchen von Wilko.
1978 war sie Regieassistentin bei den Dreharbeiten zu Yves Yersins Kleine Fluchten und lernte dabei den Schweizer Filmproduzenten Robert Boner kennen, der für den Film als Produktionsleiter tätig war. 1982 heirateten die beiden und Christine Pascal nahm die Schweizer Staatsbürgerschaft an. Im Jahr 1979 führte sie erstmals Regie in dem Drama Félicité, in dem sie auch die Titelrolle übernahm und für den sie das autobiografische Züge aufweisende Drehbuch geschrieben hatte.
In den folgenden Jahren war sie weiterhin als Darstellerin tätig. 1986 trat sie in Bertrand Taverniers Jazz-Drama Um Mitternacht auf. Zudem schrieb und inszenierte sie zwischen 1979 und 1995 insgesamt fünf Filme, darunter den Thriller Das Flittchen (1984) mit Isabelle Huppert. Das bei Kritik und Publikum erfolgreiche Beziehungsdrama Der Flug des Schmetterlings (1992) wurde für den César als Bester Film nominiert. Christine Pascal erhielt eine Nominierung für die Beste Regie, die Darsteller Richard Berry und Anémone Nominierungen als „Beste Darsteller“. Zudem erhielt der Film den Louis-Delluc-Preis für die beste französische Kinoproduktion des Jahres 1992. Christine Pascals nächster Film als Autorin und Regisseurin, die Komödie Seitensprung für Anfänger (1995), war 1996 der Schweizer Vorschlag für die Oscar-Kategorie „Internationaler Film“. Es sollte ihr letztes Filmprojekt überhaupt bleiben.
Während eines Aufenthalts in einer psychiatrischen Klinik in Garches bei Paris beging Christine Pascal 1996 Suizid. Sie fand ihre letzte Ruhestätte auf dem Pariser Cimetière du Père-Lachaise (8. Division, Avenue Casimir Périer, Reihe 4).

## Filmografie
Als Darstellerin
- 1974: Der Uhrmacher von St. Paul (L’horloger de Saint-Paul)
- 1974: Die Verfolgten (Les Guichets du Louvre)
- 1975: Wenn das Fest beginnt … (Que la fête commence …)
- 1976: Unser Weg ist der beste (La meilleure façon de marcher)
- 1977: Die Indianer sind noch fern (Les Indiens sont encore loin)
- 1977: Verwöhnte Kinder (Des enfants gâtés)
- 1979: Die Mädchen von Wilko (Panny z Wilka)
- 1981: Das Haus im Park
- 1983: Entre Nous – Träume von Zärtlichkeit (Coup de foudre)
- 1985: Gezeichnet: Charlotte (Signé Charlotte)
- 1986: Um Mitternacht (Round Midnight)
- 1987: Am großen Weg (Le grand chemin)
- 1990: Kommissar Navarro (Navarro, Fernsehserie, 1 Folge)
- 1991: Rien que des mensonges
- 1993: Wenn Männer fallen (Regarde les hommes tomber)
- 1994: Staatsauftrag: Mord (Les patriotes)
- 1994: Das Lächeln (Le sourire)

Als Regisseurin und Autorin
- 1979: Félicité
- 1984: Das Flittchen (La garce)
- 1989: Zanzibar
- 1992: Der Flug des Schmetterlings (Le petit prince a dit)
- 1995: Seitensprung für Anfänger (Adultère (mode d'emploi))